# Asterobemisia
Asterobemisia es un género de insectos hemípteros de la familia Aleyrodidae, subfamilia Aleyrodinae. El género fue descrito primero por Trehan en 1940.

## Especies
La siguiente es la lista de especies pertenecientes a este género.
- Asterobemisia atraphaxius (Danzig, 1969)
- Asterobemisia carpini (Koch, 1857)
- Asterobemisia curvata (Qureshi, 1981)
- Asterobemisia dentata Danzig, 1969
- Asterobemisia lata Danzig, 1966
- Asterobemisia obenbergeri (Zahradnik, 1961)
- Asterobemisia paveli (Zahradnik, 1961)
- Asterobemisia salicaria (Danzig, 1969)
- Asterobemisia silvatica (Danzig, 1964)
- Asterobemisia takahashii Danzig, 1966
- Asterobemisia trifolii (Danzig, 1966)
- Asterobemisia yanagicola (Takahashi, 1934)